# Hrvatsko konjaništvo (Mletačka Republika)
Hrvatsko konjaništvo (Croati à cavallo, Crovati, Kapeleti, Cavalleria Oltramarina) bila je elitna konjanička postrojba Mletačke Republike. U početku su bili ustrojeni u sklopu korpusa dalmatinskih oltramarina kao lako konjaništvo za nadzor mletačke granice u Dalmaciji, ali i kao policijska postrojba. 

## Zapovjedno osoblje
Hrvatsko su konjaništvo predvodili domaći zapovjednici Hrvati. To nije bio nuždni uvjet, jer su osim Hrvata bili i pripadnici drugih naroda, primjerice zabilježeni su zapovjednici iz ugledne albanske obitelji Kruta, onda vjerojatno već kroatizirane. Jezik kojim se zapovijedalo i govorilo u hrvatskom konjaništvu bio je hrvatski jezik (lingua illirica). Časničko je osoblje djelomice bilo uvježbavano po vojnim kolegijima diljem mletačke Terraferme. Od 1740. godine časnici Hrvatskog konjaništva uvježbavaju se i uče u Vojnome učilištu (Militar Collegio) u Zadru. 

## Povijest
Vojne elite istočnoga Jadrana, milicije dalmatinskih gradova, te ratne družine hrvatskih plemića Istre i Dalmacije ratovat će pod mletačkom zastavom već od 13. stoljeća u ratovima protiv Genove, u dinastičkim ratovima za kontrolu Dalmacije protiv Ugarske te u uvodnim ratovima protiv Osmanskog Carstva. Upravo će iz ovih ratničkih elita, krajem 15. stoljeća izaći prvi zapovjednici i najamnici mletačkih profesionalnih postrojbi mornaričkog pješaštva i lakog konjaništva podrijetlom iz Istre i Dalmacije, ali i šireg hrvatskog prostora, tzv "Schiavoni". 
Pad zadarsko-biogradskoga zaleđa pod osmansku vlast u 16. stoljeću, za posljedicu je imao preseljavanje hrvatskog plemstva (Vitezovi iz Posedarja i Bribira) u obalne gradove (Zadar, Biograd, Šibenik) koji su sa sobom poveli članove svojih dotadašnjih vojnih družina. Iz te hrvatske vojničke jezgre ustrojavaju se elitne vojne jedinice koje pod mletačkim stijegom kao cappelletti nastavljaju protutursku borbu. Vjerojatno najpoznatiji pripadnik dalmatinskih kapeleta bio je zadarski plemić i pjesnik Brne Karnarutić koji je kao kapetan hrvatskog konjaništva (Capitaneus equitum Croatorum) sudjelovao u Četvrtom Mletačko-osmanskom ratu.
Cappelletti još od 15. stoljeća bili naziv stradiote unovačene iz dalmatinskih krajeva. Ime su dobili zbog karakterističnog pokrivala za glavu (dalmatinski kalpak) koje su nosili. Gubitkom grčkih posijeda u 16. stoljeću Venecija gubi mogućnost novačenja grčkih Stradiota, a kapeleti, kasnije crovati, postaju primarna konjanička postrojba za nadzor duge granice s Osmanskim Carstvom. U Zadru 1675. godine s oltramarinima osnivaju bratovštinu sv. Jeronima. Organizirani su po satnijama odnosno kumpanijama (compagnia) koje su imale garnizone po utvrđenim gradovima Dalmacije ali i Italije.
Ključni element koji je pridonio formiranju ove postrojbe je pad zadarsko-biogradskoga zaleđa pod osmanlijsku vlast u 16. stoljeću, što je za posljedicu imalo preseljavanje hrvatskog plemstva s okupiranih posjeda na teritorij koji je bio pod kršćanskom vlašću, na krajeve pod vlašću Mletaka. 
Sa srodnim postrojbama grčkih i albanskih stradiotia bili su glavna graničarska postrojba Mletačke Republike. Nakon pada mletačkih grčkih posjeda, Stradioti se postupno gube iz povijesnih izvora, a zamjenjuju ih cappelletti (novačeni po Terrafermi i Dalmaciji). 
Osim ovih utvrđenih gradova postojale su i konjaničke kasarne u Zemuniku, Benkovcu, Ostrovici, Kosovu, Kninu, Vrlici i Sinju. Iz ovih isturenih položaja kapeleti su patrolirali područje dalmatinskog zaleđa, održavali red, pratili karavane te nadzirali granicu. Crovati ili cappelletti posebno su se istakli u Ciparskom, Kandijskom (1645. – 1669.) i Morejskom ratu (1684. – 1699.).

Ratovali su diljem dalmatinske bojišnice te dalje, na jugu sve do ulcinjskog zaleđa. Poslije im se djelokrug proširio na cijelu mletačku Terrafermu. Pokazali su se vrlo učinkovitim u istjerivanju osmanskih postrojba dalje od mletačke granice odnosno.
Za vrijeme Sinjske bitke, postrojba hrvatskih konjanika se i dalje naziva cappellettima tako da možemo smatrati da je ustaljeni naziv za dalmatinsku/hrvatsku konjicu i dalje ostao cappelletti. Za vrijeme opsade Sinja, postrojbom kapeleta zapovijeda poručnik Šurić, koji u samoj bitci pogiba.
Zadar je u tom vremenu bio glavnim naseljem u tim krajevima. Mlečanima je bio najvećim vojnim uporištem na ovom dijelu istonog Jadrana. Tako je bilo u svim stoljećima sve do pada Mletaka, pa je stoga bio Mlečanima središnje mjesto gdje su djelovali, novačili i uvježbavali vojsku na istočnom Jadranu. Stoga je ova postrojba i ustrojena na zadarskome dijelu dalmatinske bojišnice. Hrvatsko se je konjaništvo posebice istaklo u Ciparskom, Kandijskom (1645. – 1669.) i Morejskom ratu (1684. – 1699.). 
Ratovali su diljem dalmatinske bojišnice te dalje, na jugu sve do ulcinjskog zaleđa. Pokazali su se vrlo učinkovitim, te su istjerivali osmanske postrojbe dalje od mletačke granice odnosno pridonijeli su osvajanjima zemalja pod osmanskom vlašću. Poslije im se djelokrug proširio na cijelu mletačku Terrafermu.

## Ustroj
Organizacija hrvatskog konjaništva pratila je organizaciju mletačke vojske, svaka pukovnija (regimenta) uzimala je ime svog domaćeg pukovnika (kolunela). Kao i kod pješačkih postrojbi novačenih u Dalamciji, pukovnik bi po zapovjedi providura skupljao dobrovoljce za službu. Za vrijeme Drugog morejskog rata se ustrojavaju prve regimente, do tada su se novačile samo satnije kojima bi zapovjedali kapetani, a posban čin birgadira koristio se za zapovjednika svih dalmatinskih konjaničkih satnija. Početkom 18. stoljeća i reorganizacijom mletačkih oružanih snaga, konjaničke snaga se dijele na laku i tešku konjicu. Tešku konjicu čine 2 pukovnije kirasira, dok se lako konjaništvo dijeli na 4 puka draguna (rodom iz Terraferme) i 2 puka Croati à cavallo rodom iz Dalmacije. Sve pukovnije broje po 300 konjanika. Po opremi i načinu djelovanja najsličniji su dragunima ostalih europskih država. Nakon ustroja pukovnija čin brigadira se gubi u izvorima, tj pukovnici postaju najviši konjanički činovi. Regimente je činio veći broj satnija (kumpanija), sedam do devet. Svaka je kumpanija brojila je u prosjeku oko pedeset konjanika,  Pukovnija je imala oko 350 konjanika, a 1718. biti će ustrojeno čak 4 pukovnije hrvatskog konjaništva, 
- Reggimento Croati a Cavallo Detrico (Detriko)
- Reggimento Croati a Cavallo Nassi (Našić)
- Reggimento Croati a Cavallo Difnico (Divnić)
- Reggimento Croati a Cavallo Rados (Radoš)

Svakom je konjaničkom satnijom Croati a cavallo zapovijedao je kapetan, a podređeni su mu, pored konjanika, bili poručnik (tenente), kornet (cornetta) i dva kaplara (ponekad je ukonjaničkim satnijama bilo i nekoliko specijaliziranih vojnika kao što su, primjerice, trubač (trombetta), glasnik (foriere), kapelan i sedlar (seller). Tijekom većine 18. stoljeća jedna pukovnija bila je stacionirana u Dalmaciji, druga u Veneciji, a pred pad Venecije, obe su pukovnije bile stacionirane u Veneciji.  
Čin brigadira (brigadiere) koristio se za zapovjednika više konjaničkih satnija u Dalmaciji (nakon ustroja konjaničkih pukovnija čin se prestaje koristiti). Pukovnijom je kao i kod oltramarina zapovijedao pukovnik (colonnello), činio ju je veći broj kumpanija/satnija (compagnia).  Jedna pukovnija bila je stacionirana u Dalmaciji, druga u Veneciji. Naoružanje sastojalo se od karabina i sablje, dok je časnik koristio sablju i 2 kubure koji su obično bili smješteni u futrole od konjskog sedla.

## Naoružanje
Naoružanje kapeleta bilo je raznoliko, kroz dugu povijest postojanja mijenjali su brojna oružja. U početku su bili naoružani kao konjanici kasnog srednjeg vijeka, da bi se pod utjecajem mađarskih husara i grčkih stradiota postupuno preoblikovali u laku konjicu, uvođenjem vatrenog oružja kapeleti dobivaju dvojnu ulogu; draguni, koji će ratovati daleko izvan Dalmacije, od Bergama do Krete, te graničari za nadzor duge i surove granice Venecije i Osmanskog Carstva u Dalmaciji. 
- Schiavonesca – osnovni mač hrvatskih vitezova i konjanika na području Dalmacije od 14. stoljeća. Ugarskog porijekla, u italiji poznat pod imenmom schiavonesca upravo zbog dalmatinskih vojnika u mletačkoj službi.
- Schiavona – standardni mač svih dalmatinskih vojnika u mletačkoj službi, zastupljeniji u pješačkim jedinicima zbog težine.  Mač se koristio sve do doba Francuske revolucije.[9]
- Sablja ili Sciabola – glavno oružje kapeleta od 16. stoljeća, prateći napretke i opremu ostale lake konjice po europskim bojištima, poljski i ugarski husari, i hrvatski konjanici postupno uzimaju sablju kao glavno oružje, te odbacuju mačeve. Sablje su husarskog tipa.

- Iatagan ili turski jatagan – dugi turski noževi s blago zakrivljenom oštricom, izrađeni isključivo za blisku borbu. Drška im je zbog stabilnijeg držanja račvasta, s dva uha, načinjena od drva ili goveđe kosti. Jatagani su predstavljali svojevrsan simbol iskustva, među ostalim vojnicima, uzimali su ih od poraženih muslimanskih vojnika, a poseban prestiž imali su  janjičarski  jatagani.

- Martello ili Nadžak – bojni čekić, oružje s kljunom i čekićem. Vješao se na sedlo ili se zaticao o pojas.

- Maca ili buzdovan – oružje koje se sastoji od drvenog ili željeznog drška na koji je nataknuta željezna glava koja može biti različito oblikovana. Kasnije su se buzdovani zbog svojih dekorativnih oblika počeli upotrebljavati kao znak časti i vojničkog položaja.

- Kubura – kubure su bile oružje časnika i dočasnika, često ukrašavano, proizvodili su ih domaći majstori po narudžbi, simbol časti, časnik je nosio dvije kubure koje su obično bile smješteni u futrole od konjskog sedla ili oko pasa.
- Karabin – tijekom 17. stoljeća konjaništvo usvaja skraćenu verziju arkebuze i kasnije muškete.[10]

- Sablja 17. st.
- Sablja 18. st.
- Karabin 17. st.
- Karabin 18. st.

## Ljudstvo
Popunjavana je domaćim hrvatskim ljudstvom iz mletačkih posjeda na istočnoj jadranskoj obali. Prvotni su sastav činili predbjeglice, izbjeglice i prognanici sa širega zadarskog područja, a vremenom se postrojba popunjila i Hrvatima iz drugih krajeva: s poluotoka Istre, iz zaljeva Boke kotorske te ostalih dijelova Dalmacije. Zapovjedni kadar ovih postrobi činili su isključivo plemići iz starih zadarskih obitelji kao što su Posedarski, Benja, Nassi, Detrico i druge. Osim Hrvata, u nešto manjoj mjeri bili su i pripadnici drugih naroda koji su došli u ove postrojbe, a to su albanski i crnogorski iseljenici iz Mletačke Albanije. Potonji su bili najviše iz dijela koji je bio pod osmanskom vlašću, od grada Bara prema sjeveru današnje Albanije.

## Galerija
- Crovato, Giacomo Ceruti, 1736. godina[11]
- Sinjski alkar, odora alkara prikaz je odore kapeleta, tj. hrvatskog konjanika s područja južne Dalmacije s početka 18. stoljeća
- Bista Brne Karnautića, "Kapetan Crovata" u konjaničkoj odori, Zadar
- Cappelletto Crovato, osim mača schiavone, po opremi i odori ne razlikuje se od grčkih stradiota 16. Stoljeće
- Prikaz hrvatskog konjanika, Venecija, 1590., Cesare Vecellio[12]

## Poznati pripadnici
- fra Filip Grabovac, hrvatski pisac i pjesnik, profesor, franjevac, pretpreporoditelj, bio ja kapelan u ovoj konjaničkoj postrojbi
- Ivan Dalla Costa, brat Anđela Dalla Coste, bio je časnik u ovoj konjaničkoj postrojbi
- Brne Karnarutić (Kapetan konjice u Četvrtom Mletačko-osmanskom ratu, ratovao u Moreji i Dalmaciji, kasnije književnik)[13]

- Vitez Šurić (Kapetan u Sinjskoj bitci)
- Vuk Mandušić (Kapetan konjice i morlački zapovjednik)
- Šimun Bartolazzi (Pukovnik oltramarina i croata a cavalo)
- Lujo Detrico  (Kapetan u Morejskom ratu, kasnije pukovnik konjice i Sopraintendante Oltramarina)

## Vanjske poveznice
- Zemljovid Stogodišnjeg hrvatsko-turskog rata  Arhivirana inačica izvorne stranice od 1. lipnja 2012. (Wayback Machine)
- Lovorka Čoralić: Šibenski plemić Nikola Divnić (1654. – 1734.), pukovnik hrvatske lake konjice (Cavalleria Croati), Radovi Zavoda za povijesne znanosti HAZU u Zadru, br.54 prosinac 2012.
- Lovorka Čoralić i Nedjeljka Balić-Nižić: Iz hrvatske vojne povijesti – Croati a cavallo i Soldati Albanesi, njihova bratovština i gradivo o njezinu djelovanju od 1675. godine do sredine XVIII. stoljeća, Zbornik Odsjeka za povijesne znanosti Zavoda za povijesne i društvene znanosti Hrvatske akademije znanosti i umjetnosti / Zbornik Zavoda za povijesne znanosti IC JAZU / Zbornik Historijskog zavoda JA / Zbornik Historijskog instituta JA, sv.24 prosinac 2006.
- Lovorka Čoralić: Zadarski patricij Šimun Nassi - pukovnik hrvatskih konjanika u mletačkoj vojsci (početak 18. stoljeća), Povijesni zbornik: godišnjak za kulturu i povijesno nasljeđe, sv.4 br.5 srpanj 2013.
- Lovorka Čoralić i Maja Katušić: Kotorski plemići Frano Buća, Gabrijel Vraćen i Nikola Paskvali – zapovjednici mletačkih prekomorskih vojnih postrojbi (prva polovica XVIII. stoljeća), Povijesni prilozi, sv.42 br.42 srpanj 2012.